# حالت دسته‌چاقویی

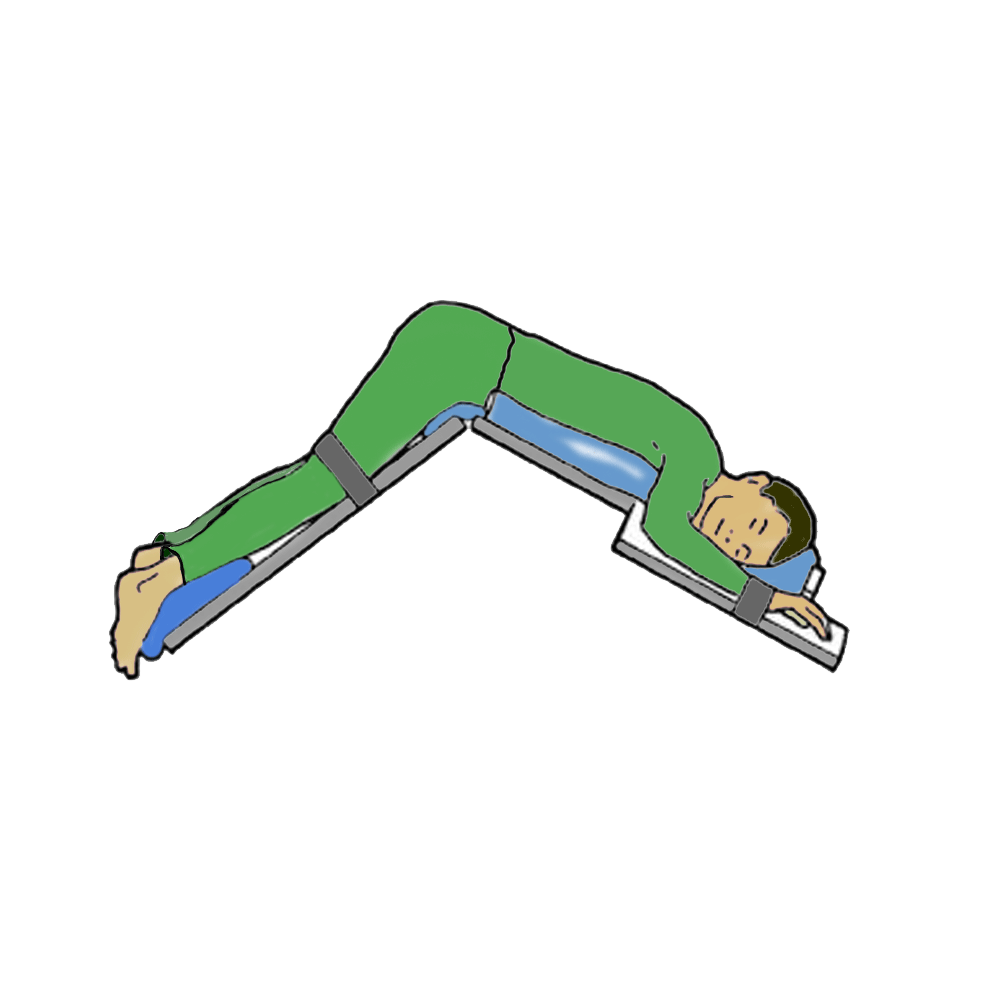
پوزیشن جک-نایف (دسته‌چاقویی)

در پوزیشن جک‌نایف یا موقعیت دسته‌چاقویی (به انگلیسی: Jack-knife position) بمانند وضعیت خوابیده به شکم، حالت بدن صاف بوده و قرارگیری بیمار بر روی تخت بگونه‌ای است که پس از آنکه تخت از وسط زاویه گرفته و به بازه ٩٠ درجه نزدیک شود حالت دسته چاقویی تشکیل شده و بیمار به آن پوزیشن در می‌آید.
- بیمار در حالت نشسته بر روی تخت، بیحسی نخاعی شده و سپس به حالت موقعیت خوابیده به شکم در آمده و سپس با زاویه گرفتن تخت به حالت دسته چاقویی در می آید.
- برای جلوگیری از وارد آمدن فشار زیاد باید در زیر پاها و جلوی شانه‌های بیمار بالشتک‌های هوایی گردی قرار داد.
- باسن‌ها باید توسط نوارهای پهن و چسبنده به طور هم‌زمان از هم جدا شوند. سر دیگر نوارها به بخش زیرین تخت متصل می‌شود.
- سر به یک طرف برگردانده می‌شود.
- نقاطی از بدن بیمار که با تخت جراحی در تماس مستقیم بوده و فشار زیادی را تحمل می‌کنند باید توسط پد‌های مخصوصی پوشانیده شوند.[۲]

## نقاط در معرض فشار
گوش، گونه، ترقوه، قسمت پیشین دنده‌ها، قسمت پیشین استخوان هیپ، انگشتان پا

## کاربرد
جراحی‌های ستون مهره‌ها، هموروییدکتومی (برداشتن رگ‌های واریسی ناحیه‌ی مقعد)، سینوس پایلونیدال، سیگموییدسکوپی (دیدن و بررسی سیگمویید) و لامینکتومی (برداشتن لامین مهره‌ها)

## توجهات فیزیولوژیکی
- در اثر این پوزیشن، خون در قسمت‌های سر و پاها جمع می‌شود .
- در بیمار برای ادامه‌ی عملکرد طبیعی وریدهای پا و جلوگیری از ایجاد لخته‌ی وریدهای عمقی (DVT) باید از جوراب‌های ضد واریس یا بانداژهای الاستیکی استفاده نمود .
- حرکت جلویی-جانبی قفسه‌ی سینه محدود شده ، علاوه بر این اندام‌های شکمی هم بر دیافراگم فشار می‌آورند در نتیجه تنفس کمتر می‌شود.
- بعد از اتمام عمل باید تخت را به آرامی به حالا نخستین اش باز گرداند .